# Konstantin IX Monomachos

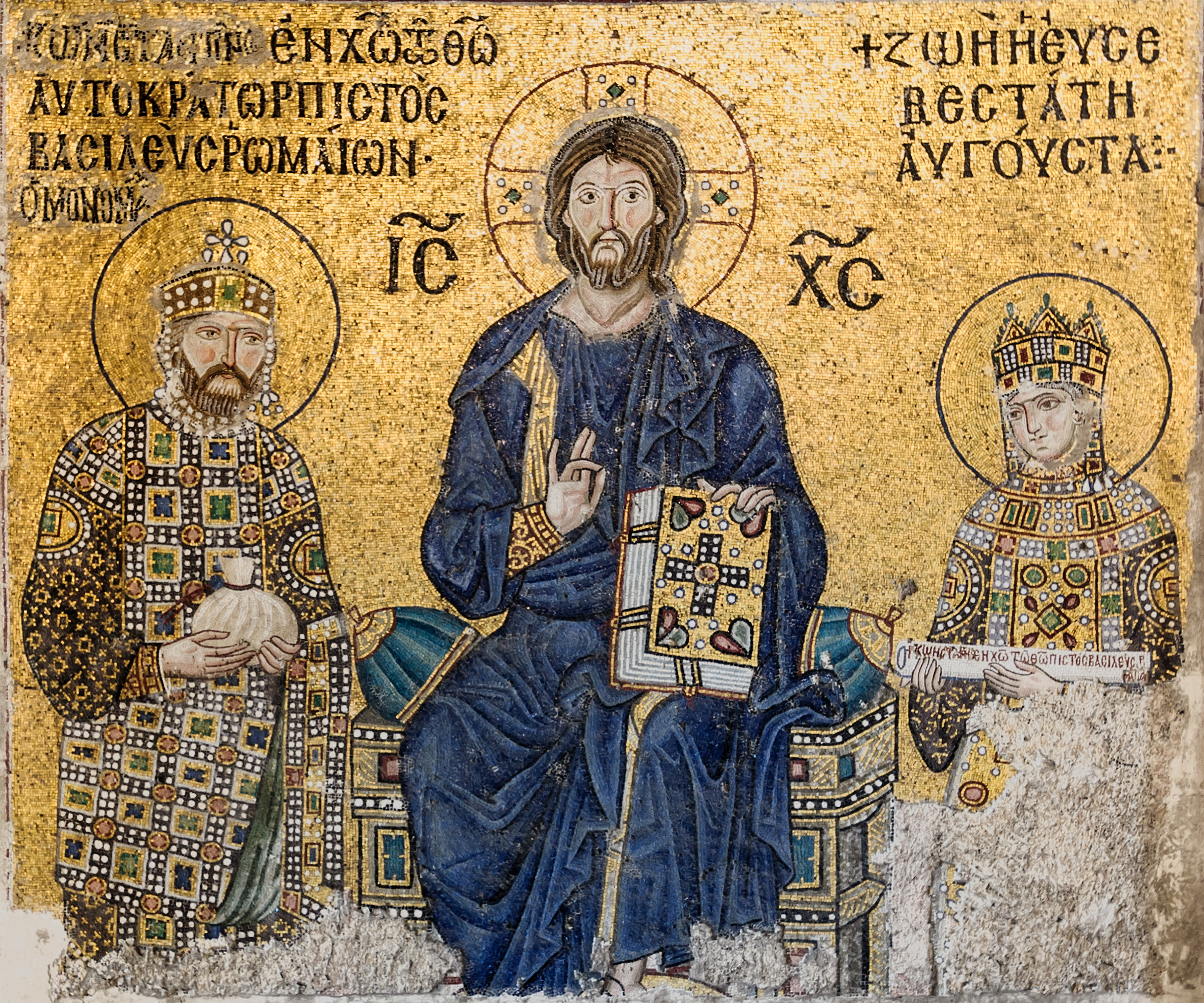
Kristus flankeras av Konstantin IX Monomachos och Zoë.
Mosaik i Hagia Sofia.

Konstantin IX Monomachos (grekiska: Κωνσταντίνος Θ' Μονομάχος), född cirka 1000 i Konstantinopel, död 11 januari 1055, var bysantinsk kejsare och regerade från 11 juni 1042 till 11 januari 1055.
Konstantin var en före detta militär, som levde i landsflykt på Lesbos. Han utsågs av senaten 1042 att bestiga tronen och förmäldes samma år med kejsarinnan Zoë Porphyrogenita och blev då hennes medkejsare. Konstantin var älskvärd och begåvad, men förlorade genom lättsinne allt inflytande över makten. Ett slösande hov, där tonen angavs av den åldrande kejsarens älskarinnor, bland dem Maria Skleraina väckte allmänt anstöt. Dock fördes kampen mot främmande nationer med framgång. Under Konstantins regeringstid inträffade brytningen mellan väst- och östkyrkan 1054.